# Эберлейн, Густав
Густав Генрих Эберлейн (нем. Gustav Heinrich Eberlein; 14 июля 1847, Шпикерсхаузен, близ Касселя — 5 февраля 1926, Берлин) — немецкий скульптор, художник и писатель, один из ярких представителей берлинской скульптурной школы.

## Жизнь и творчество
Г.Эберлейн родился в семье налогового чиновника Йозефа Эберлейна. В восьмилетнем возрасте он переезжает вместе со своей семьёй в Ганноверский Мюнден. Этот город становится для него родным, скульптор был связан с ним всю свою жизнь. Так как родители не могли — по финансовым соображениям — дать сыну художественное образование, Г.Эберлейн выучивается на ювелира. В 1866 году он поступает в Школу искусств в Нюрнберге, в 1869 получает стипендию для продолжения образования в Берлине.
Особенно успешен Густав Эберлейн был в области портретной и малой пластики. В период около 1900 года он являлся — после Рейнгольда Бегаса — наиболее востребованным мастером берлинской скульптурной школы. В общей сложности Эберлейн является автором более чем 900 произведений скульптуры, живописи и литературы, более 600 иллюстраций. Ему принадлежат также памятники, установленные во многих городах Германии, а также 5 скульптур в Буэнос-Айресе, «Немецкий источник» в столице Чили Сантьяго и т. д. Работы его неоднократно выставлялись на художественных экспозициях Берлина и Мюнхена. В то же время ряд бронзовых статуй Эберлейна были переплавлены во время Второй мировой войны, в том числе конные памятники Вильгельму I в Мёнхенглабахе, Гере, Мангейме, Вуппертале; памятник Вильгельму I и Бисмарку в Дуйсбурге; памятник Бисмарку в Крефельде и др.
Около 1900 года Г.Эберлейн выступил с пропозициями, направленными против примирения между Пруссией и Францией. Относился с предубеждением к работам французских скульпторов Огюста Родена и Константина Менье. Руководствуясь критическими замечаниями Эберлейна, из Берлинской художественной выставке 1900 года «по высочайшему повелению» были удалены 16 из 20 их произведений.

## Галерея

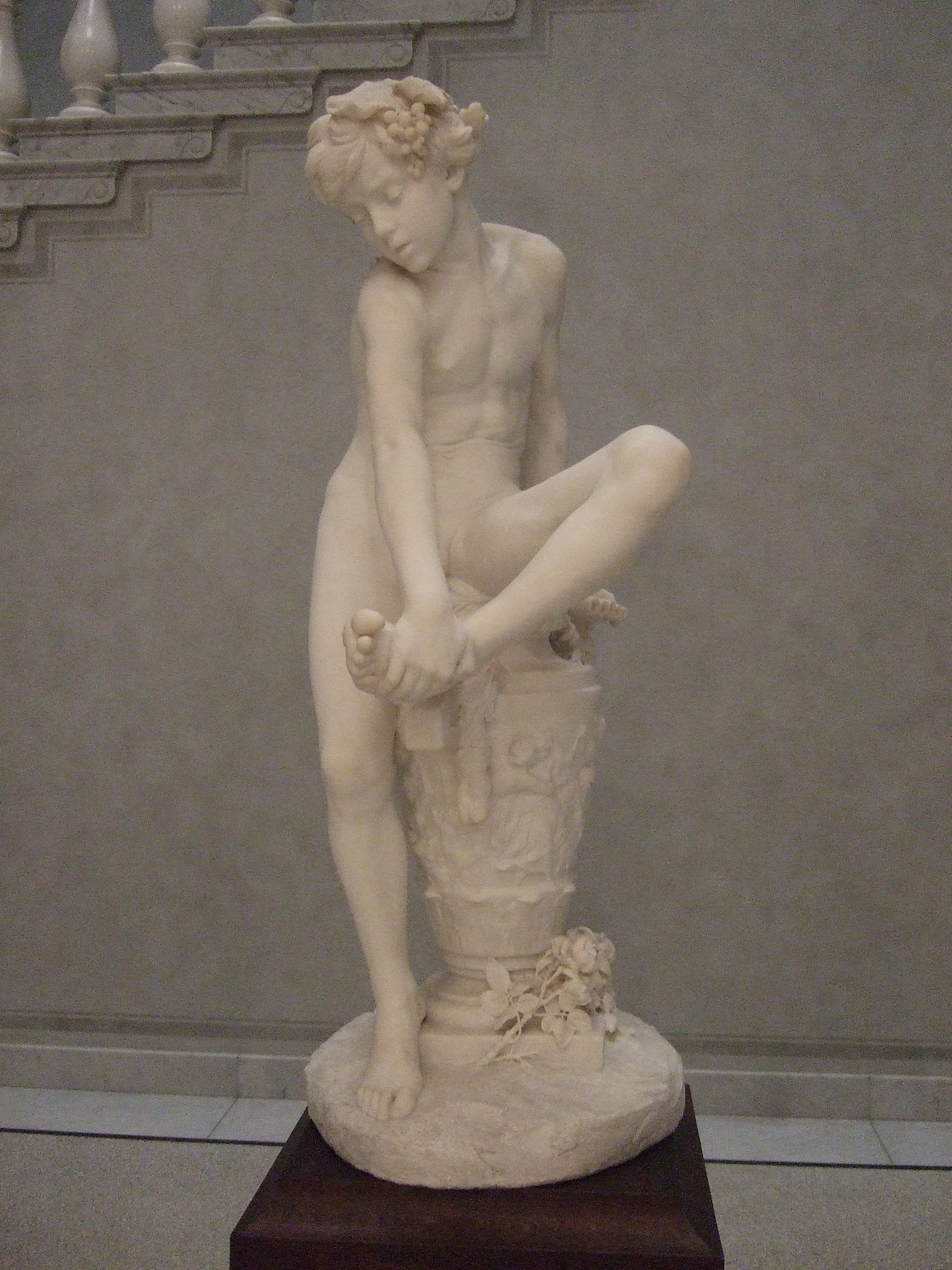
Юноша, вытаскивающий шип (1879/85), Берлин, Национальная галерея
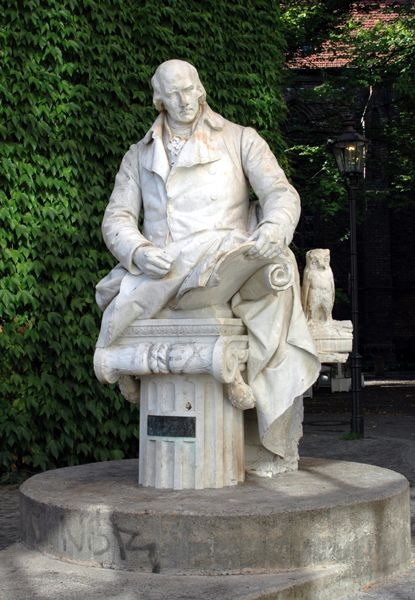
'Мраморный бюст канцлеру Пруссии Генриху Фридриху Карлу фон Штейну, Берлин-Шпандау
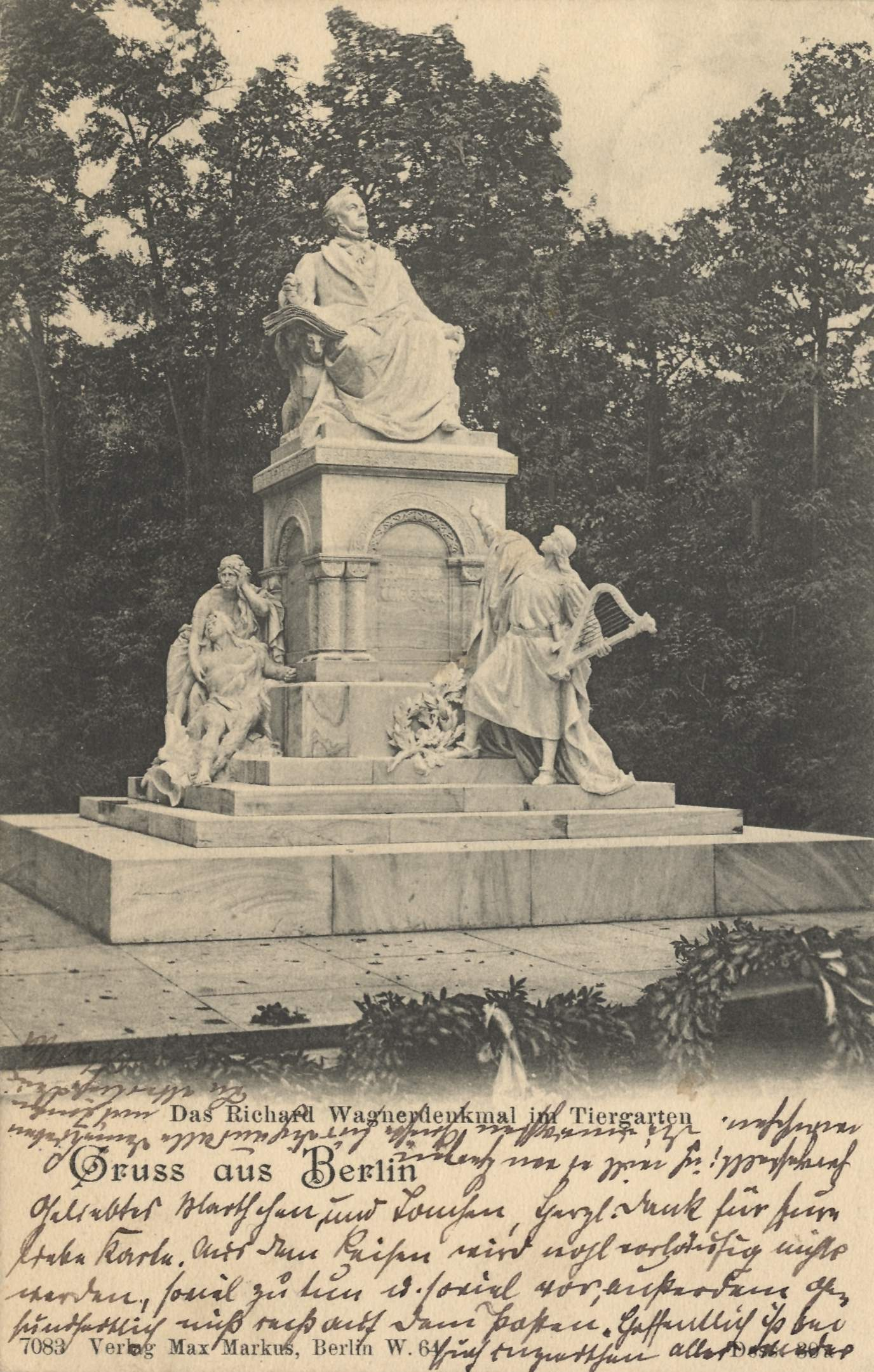
Памятник Рихарду Вагнеру, Берлин-Тиргартен
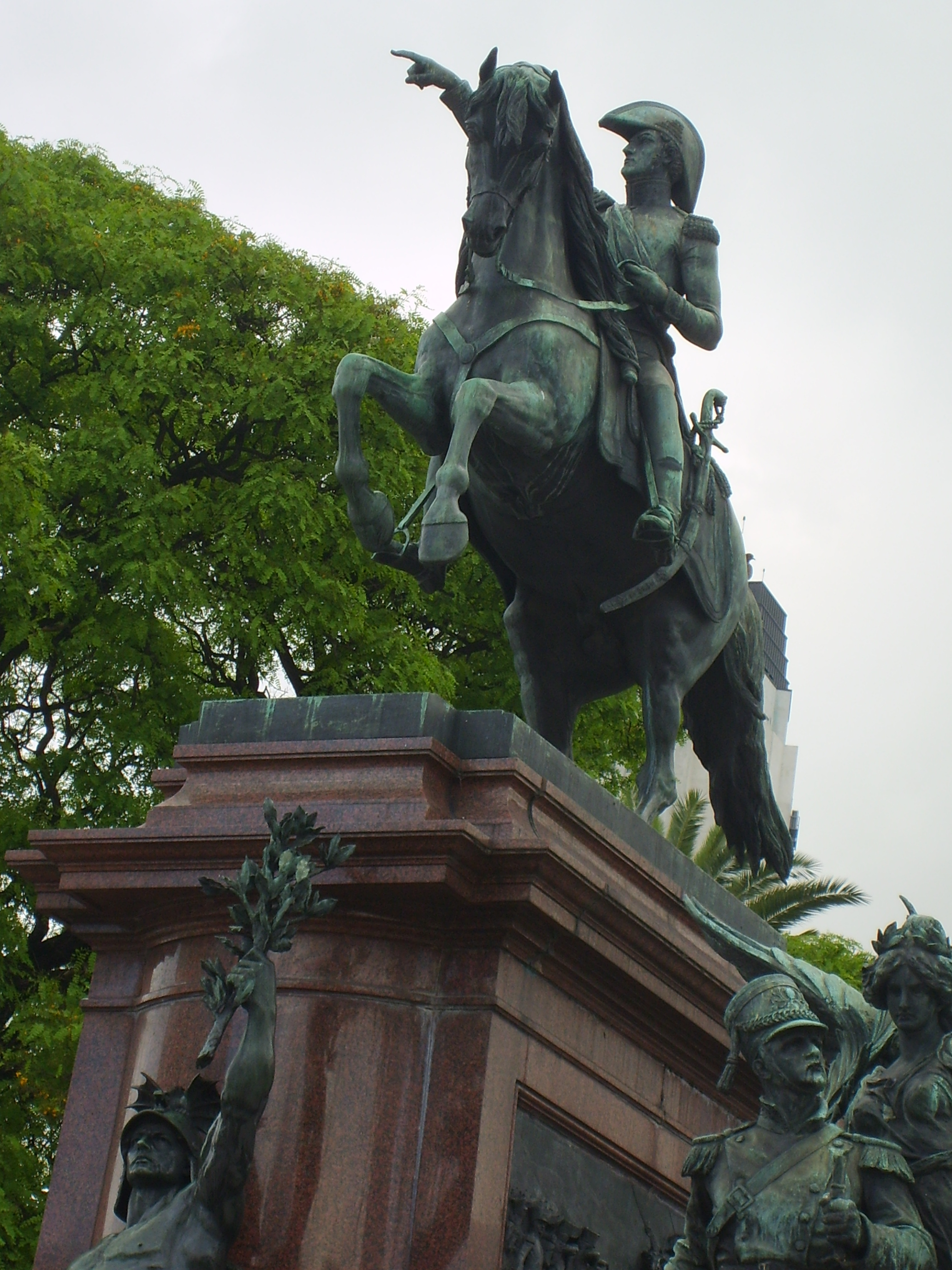
Памятник генералу Хосе де Сан-Мартину, Буэнос-Айрес
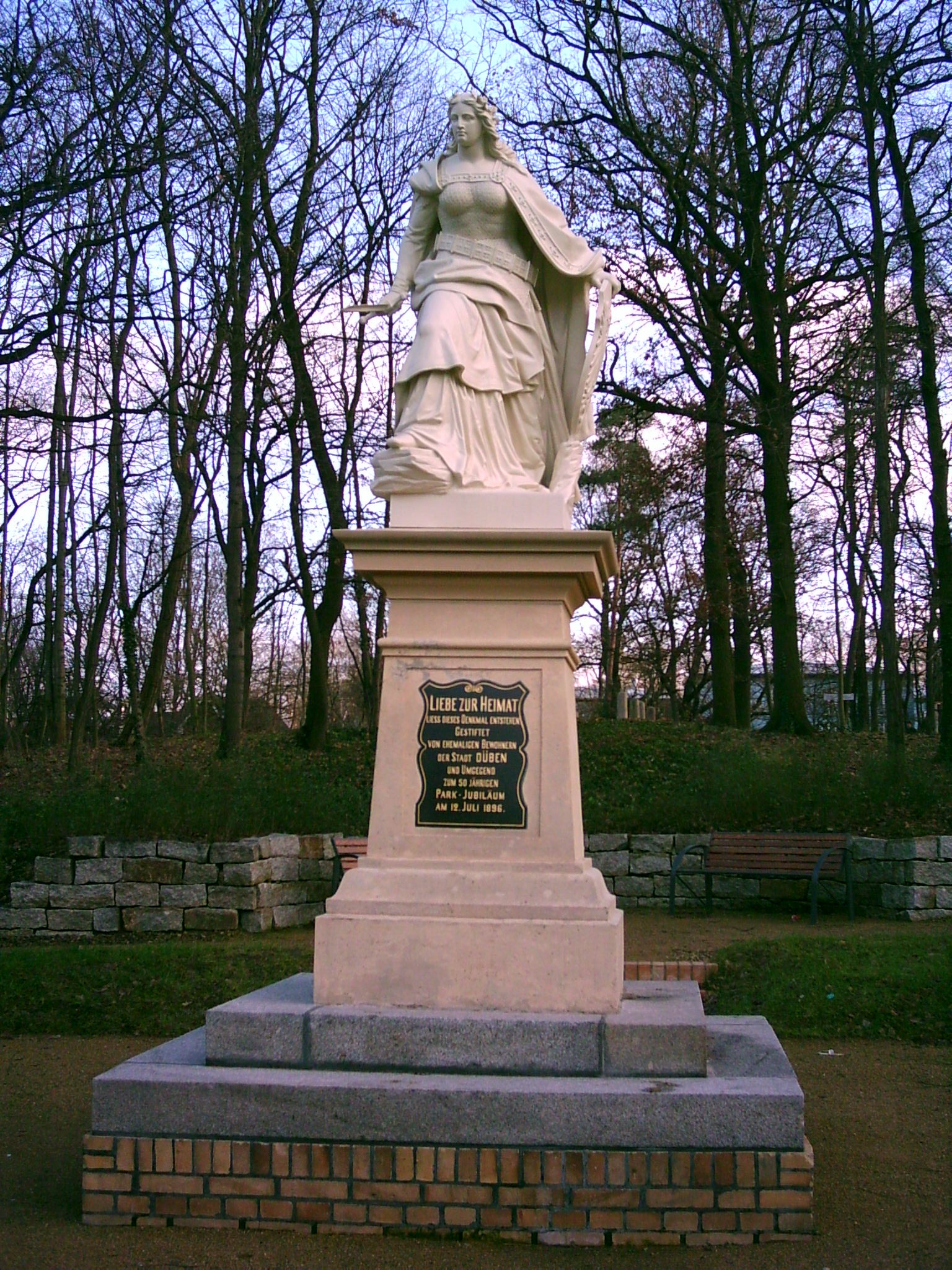
Памятник павшим на войне 1870/71 (Бад-Дюбен)
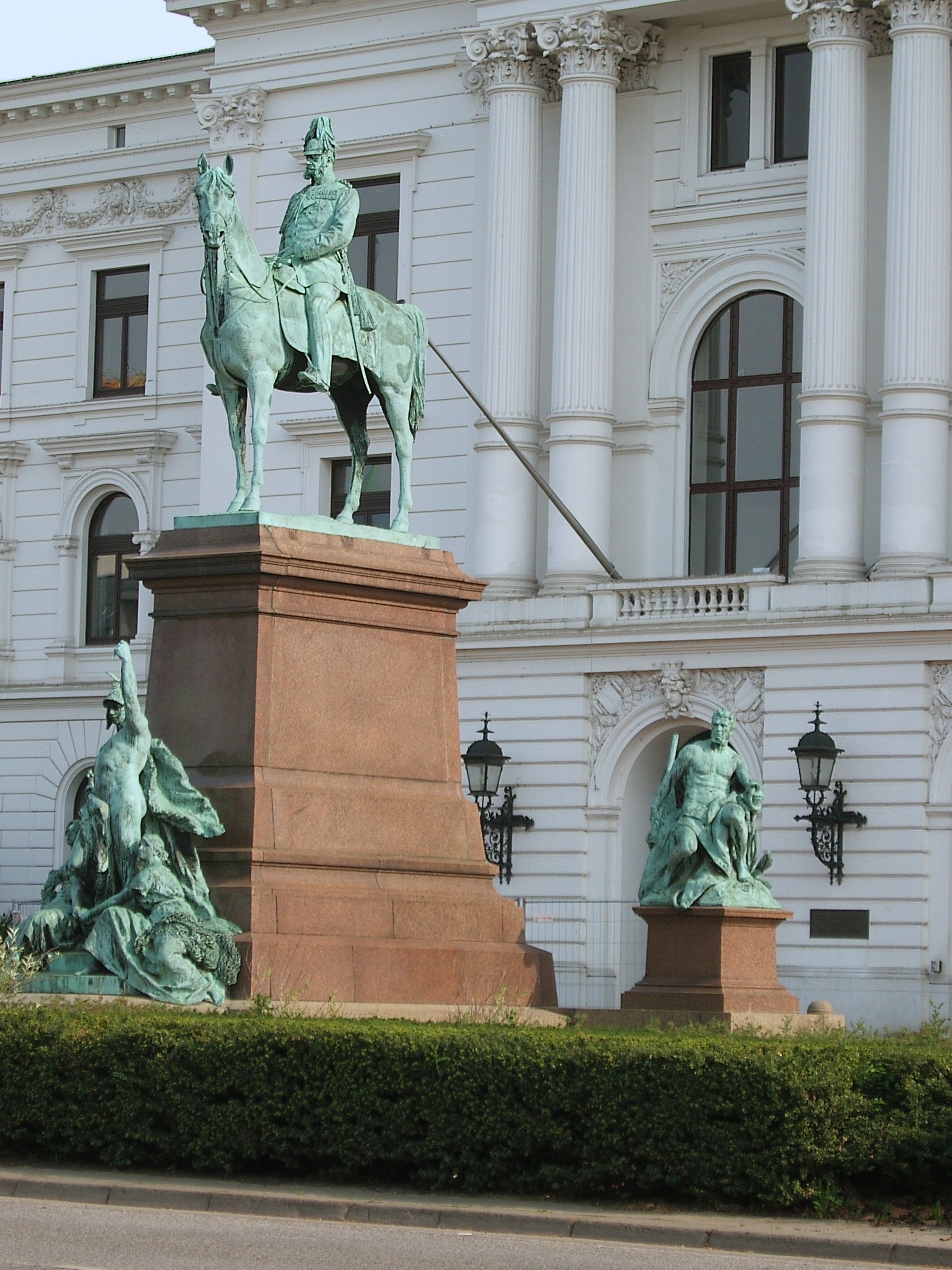
Памятник кайзеру Вильгельму I в Гамбурге
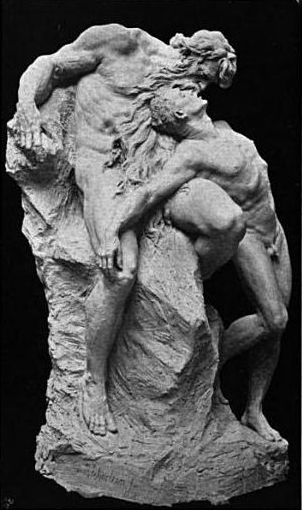
Бог-отец вдыхает душу в Адама
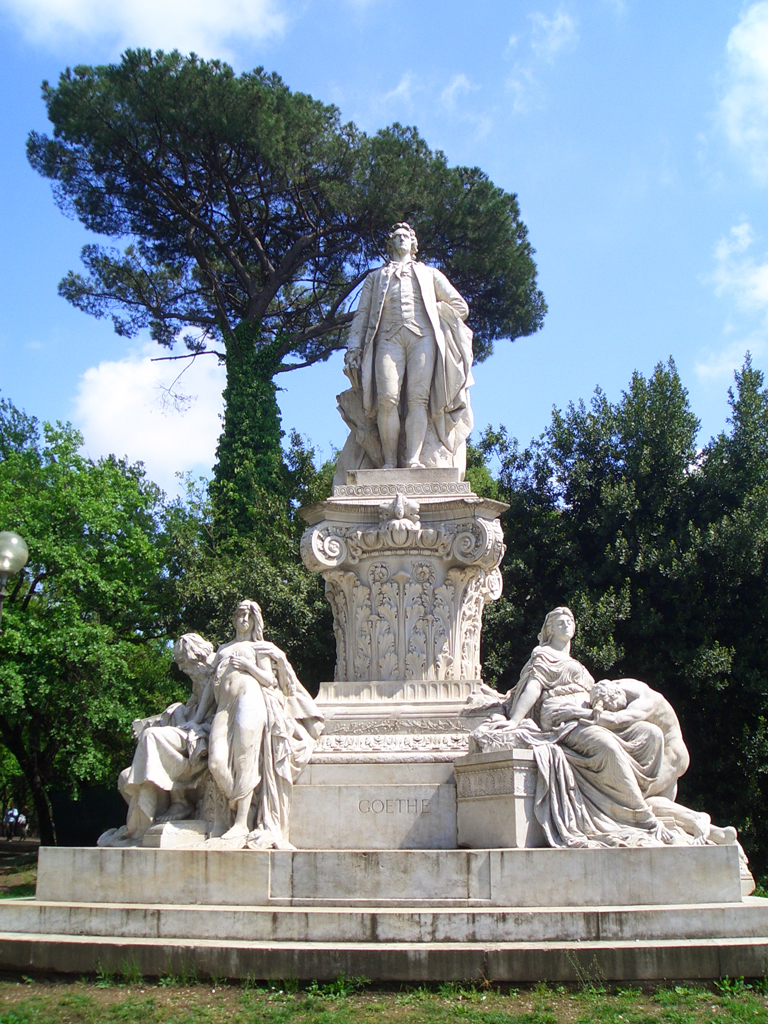
Памятник Гёте в парке Виллы Боргезе (Рим)
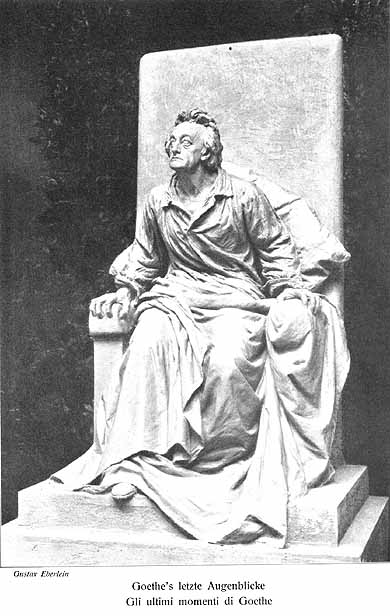
Последние мгновения Гёте
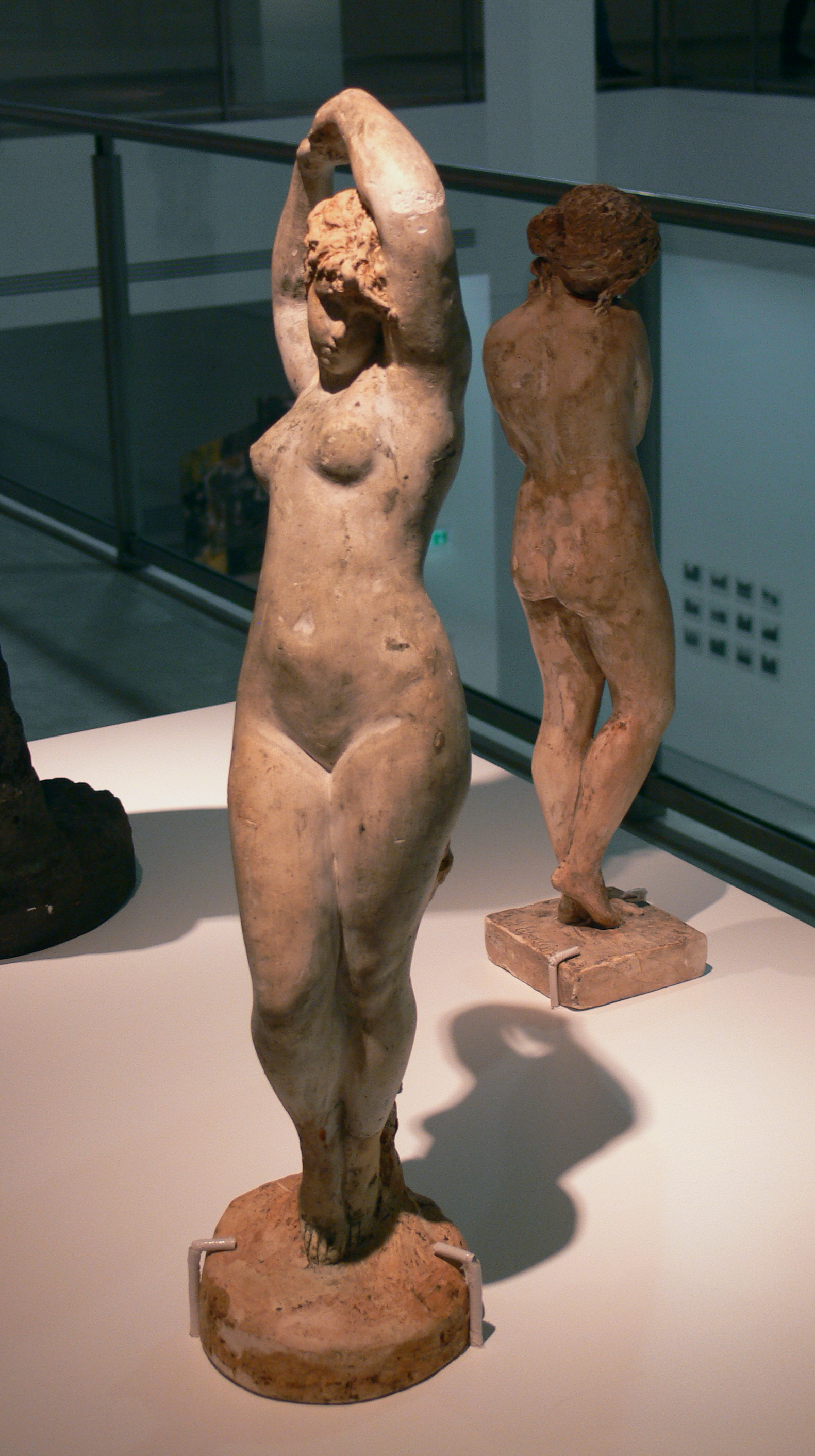
Стыдливая Психея (1891, гипс)